# Hominins
Els hominins (Homininae) són una subfamília de la família Hominidae. Inclou tant Homo sapiens i els seus parents extints, com també els goril·les i ximpanzés. Per tant, comprèn també homínids fòssils com Australopithecus que, d'acord amb les investigacions genètiques, van tenir fins fa 7 milions d'anys avantpassats comuns amb els humans, els ximpanzés i els goril·les.
Fins al 1980, la família Hominidae es considerava integrada només pels humans i els seus avantpassats immediats, mentre que els simis antropomorfs se'ls classificava en la família dels pòngids. Els descobriments de la paleogenètica van imposar la revisió de la classificació i la inclusió dels grans simis i els humans junts en la família Hominidae, la qual es divideix en dues subfamílies: Ponginae (els orangutans) i Homininae, que se separaren fa 11 milions d'anys.
La subfamília Homininae pot subdividir-se en dues tribus: Gorillini (goril·les) i Hominini (ximpanzés i humans). En aquest cas, aquests dos llinatges es diferenciarien a nivell de subtribu. Alternativament es poden classificar a nivell de tribu (panini i hominini) i els goril·les constituirien la tribu Gorillini, totes tres dins la subfamilia homininae. Els orangutans, tribu pongini, formarien la familia Pongidae, que amb les famílies Hominidae i Hylobatidae, els gibons, integrarien la superfamília Hominoidea. Així, només els orangutans son pòngids

Arbre filogenètic dels primats hominoïdeus.